# Лонг Ан
Лонг Ан (виј. Long An) је једна од 58 покрајина Вијетнама. Налази се у региону Делта Меконга. Заузима површину од 4.493,8 km². Према попису становништва из 2009. у покрајини је живело 1.436.066 становника. Главни град је Tân An.